# Yamor Mons
Lo Yamor Mons è una struttura geologica della superficie di Cerere.
Inizialmente denominato Ysolo Mons, è stato ridenominato dall'IAU nel dicembre 2016.